# Centre d'information sur les médias
Pour les articles homonymes, voir CIM.
 (avril 2025).
Si vous disposez d'ouvrages ou d'articles de référence ou si vous connaissez des sites web de qualité traitant du thème abordé ici, merci de compléter l'article en donnant les références utiles à sa vérifiabilité et en les liant à la section « Notes et références ».
 (juillet 2025).
Le Centre d'information sur les médias, en bref le CIM, est une ASBL mesurant le lectorat et l'audience des médias en Belgique.

## Historique
L'association sans but lucratif (ASBL), Centre d'information sur les médias, a été fondée en 1971. Ses membres sont les annonceurs, les agences de publicité et les médias ou leurs régies. 

## Description
Le CIM est actif dans tous les secteurs médiatiques, soit la télévision, la radio, la presse, l'affichage, le cinéma, l'internet, le plurimédia et la publicité. Le CIM couvre la diffusion des médias dans l'ensemble de la Belgique.
Les chiffres les plus importants sont mis à la disposition du grand public via le site web de l'association.